# Mattias Tedenby
Mattias Tedenby, född 21 februari 1990 i Värnamo, är en svensk ishockeyspelare som spelar för HV71 i SHL. Under delar av säsongen 2008/2009 var han därtill utlånad till IK Oskarshamn i HockeyAllsvenskan.

## Spelarkarriär
Tedenby ledde poängligan i J18 Allsvenskan Södra som 15-åring och gjorde det året flest mål i TV-pucken. Säsongen 2006/2007 spelade han som 16-åring med HV71 i J20 SuperElit och gjorde 20 poäng (10 mål och 10 målgivande passningar) på 27 matcher, vilket gjorde att han blev uttagen i truppen till junior-VM för 18-åringar 2007. Han vann skytteligan i Ivan Hlinkas minnesturnering i augusti 2007.
Följande säsong, 2007/2008, spelade Tedenby i HV71:s J20-lag och debuterade även i Elitserien, där han mot slutet av säsongen räknades som ordinarie och gjorde flera mål. I NHL-draften 2008 blev Tedenby draftad i förstarundan, som 24:e namn totalt, av New Jersey Devils.
Säsongen 2008/09 var Tedenby ordinarie spelare i HV 71:s A-lag men var inte särskilt produktiv (4 poäng på 32 matcher) och blev därför utlånad till allsvenska IK Oskarshamn där han gjorde 11 poäng (2 mål, 9 assists) på 13 matcher. Tedenbys seniorgenombrott kom dock i SM-slutspelet. Under 2010 åkte Tedenby till USA där han fick börja säsongen i farmarlaget Albany Devils i AHL. Efter 10 matcher gick han vidare till NHL.
Efter en säsong med New Jersey Devils 2010/2011 med 22 poäng (8 mål, 14 assist) på 58 matcher och +3 i plus/minus-statistiken gick det sämre för Tedenby. Den följande säsongen gjorde han ett mål på 43 matcher och säsongen 2012/2013 spelade han i fyra NHL-matcher. På grund av en ansiktsskada efter en match mot Adirondack Phantoms 15 februari 2013 var han sjukskriven i en och en halv månad.
Sommaren 2013 förlängde New Jersey Devils Tedenbys kontrakt med ytterligare ett år.
Tedenby vann SM-guld med HV71 säsongen 2016/2017.

## Klubbar
- Värnamo GIK 1994–2004
- HV71 2008/2009
- IK Oskarshamn 2008/2009 (Lån)
- HV71 2007/2008 – 2008/2009 – 2009/2010
- New Jersey Devils 2010/2011 – 2013/2014
- HV71 2014/2015 – 2019, 2022–
- HC Davos 2019-2020
- HK Vitjaz Podolsk 2020-2021
- HK Dinamo Minsk 2021-2022

## Meriter
- TV-pucken med Småland 2006, 2007
- U18 VM-brons 2007
- Guld i J18 Ivan Hlinkas minnesturnering 2007
- J18 VM All Star Team 2008
- SM-guld med HV71 2008, 2010, 2017
- JVM-silver 2009
- SM-silver med HV71 2009
- JVM-brons 2010